# Comuna Fakse
Fakse (Fakse Kommune) a fost o comună din comitatul Storstrøm Amt, Danemarca, care a existat între anii 1970-2006. Comuna avea o suprafață totală de 146,81 km² și o populație de 12.384 de locuitori (în 2004), iar din 2007 teritoriul său face parte din comuna Faxe.